# Washtucna
Washtucna – miasto w Stanach Zjednoczonych, w stanie Waszyngton, w hrabstwie Adams.